# Kyle Kuzma
Pour les articles homonymes, voir Kuzma (homonymie).
Kyle Alexander Kuzma, né le 24 juillet 1995 à Flint dans le Michigan, est un joueur américain de basket-ball évoluant au poste d'ailier fort pour les Bucks de Milwaukee.

## Biographie

### Lakers de Los Angeles (2017-2021)
Après ses trois saisons universitaires avec les Utes de l'Utah, il se présente à la draft 2017 de la NBA.
Il est choisi en 27e position par les Nets de Brooklyn mais est échangé aux Lakers de Los Angeles avec Brook Lopez contre D'Angelo Russell et Timofeï Mozgov. Après une très bonne NBA Summer League avec les Lakers de Los Angeles où il tourne à 22 points de moyenne, il est nommé MVP de la finale de la Summer League de Las Vegas où il inscrit 30 points face aux Trail Blazers de Portland.
Auteur d'un très bon début de saison avec les Lakers où il tourne à 17 points de moyenne, il est élu meilleur rookie du mois de novembre de la Conférence Ouest.
Le 9 janvier 2019, lors d'une rencontre contre les Pistons de Détroit, il réalise son record de points en carrière avec 41 unités, dont 22 dans le 3ème quart-temps. Les Lakers de Los Angeles gagneront sur le score de 113-100.
Lors du All Star Weekend 2019 à Charlotte, il est invité à participer au Rising Stars Challenge. Il sera élu MVP de la rencontre en compilant 35 points et 6 rebonds.

### Wizards de Washington (2021-février 2025)
En juillet 2021, il est transféré aux Wizards de Washington en échange de Russell Westbrook et en compagnie de Montrezl Harrell et Kentavious Caldwell-Pope.
En juillet 2023, il prolonge avec les Wizards pour un contrat de 102 millions de dollars sur quatre saisons.

### Bucks de Milwaukee (depuis février 2025)
Le 5 février 2025, il est échangé aux Bucks de Milwaukee, en compagnie de Patrick Baldwin Jr. et un second tour de draft, contre les droits du triple All Star Khris Middleton et AJ Johnson.

## Palmarès
- Champion NBA en 2020 avec les Lakers de Los Angeles
- NBA All-Rookie First Team (2018)
- MVP Rising Star Game 2019
- Champion de la Conférence Ouest en 2020 avec les Lakers de Los Angeles.
- Champion de la Division Pacifique en 2020 avec les Lakers de Los Angeles.

## Statistiques

### Universitaires
Les statistiques de Kyle Kuzma en matchs universitaires sont les suivantes :
| Saison    | Équipe   | Matchs | Titul. | Min./m | % Tir | % 3pts | % LF | Rbds/m. | Pass/m. | Int/m. | Ctr/m. | Pts/m. |
| --------- | -------- | ------ | ------ | ------ | ----- | ------ | ---- | ------- | ------- | ------ | ------ | ------ |
| 2014-2015 | Utah     | 31     | 0      | 8,1    | 45,6  | 32,4   | 55,6 | 1,80    | 0,60    | 0,00   | 0,20   | 3,30   |
| 2015-2016 | Utah     | 36     | 35     | 24,1   | 52,2  | 25,5   | 61,1 | 5,70    | 1,40    | 0,30   | 0,40   | 10,80  |
| 2016-2017 | Utah     | 29     | 29     | 30,8   | 50,4  | 32,1   | 66,9 | 9,30    | 2,40    | 0,60   | 0,50   | 16,40  |
| Carrière  | Carrière | 96     | 64     | 21,0   | 50,6  | 30,2   | 63,1 | 5,50    | 1,50    | 0,30   | 0,40   | 10,10  |

Dernière mise à jour le 18 avril 2020

### Professionnelles

#### Saison régulière
| Saison    | Équipe      | Matchs | Titul. | Min./m | % Tir | % 3pts | % LF | Rbds/m. | Pass/m. | Int/m. | Ctr/m. | Pts/m. |
| --------- | ----------- | ------ | ------ | ------ | ----- | ------ | ---- | ------- | ------- | ------ | ------ | ------ |
| 2017-2018 | L.A. Lakers | 77     | 37     | 31,2   | 45,0  | 36,6   | 70,7 | 6,27    | 1,83    | 0,64   | 0,44   | 16,13  |
| 2018-2019 | L.A. Lakers | 70     | 68     | 33,1   | 45,6  | 30,3   | 75,2 | 5,46    | 2,54    | 0,59   | 0,37   | 18,69  |
| 2019-2020 | L.A. Lakers | 61     | 9      | 25,0   | 43,6  | 31,6   | 73,5 | 4,50    | 1,28    | 0,50   | 0,39   | 12,80  |
| 2020-2021 | L.A. Lakers | 68     | 32     | 28,7   | 44,3  | 36,1   | 69,1 | 6,10    | 1,90    | 0,50   | 0,60   | 12,90  |
| 2021-2022 | Washington  | 66     | 66     | 33,4   | 45,2  | 34,1   | 71,2 | 8,50    | 3,50    | 0,60   | 0,90   | 17,10  |
| 2022-2023 | Washington  | 64     | 64     | 35,0   | 44,8  | 33,8   | 73,0 | 7,20    | 3,70    | 0,60   | 0,50   | 21,20  |
| Carrière  | Carrière    | 406    | 276    | 31,1   | 44,9  | 33,8   | 72,5 | 6,40    | 2,50    | 0,60   | 0,50   | 16,50  |

Dernière mise à jour le 14 juin 2023

#### Playoffs
| Saison   | Équipe      | Matchs | Titul. | Min./m | % Tir | % 3pts | % LF | Rbds/m. | Pass/m. | Int/m. | Ctr/m. | Pts/m. |
| -------- | ----------- | ------ | ------ | ------ | ----- | ------ | ---- | ------- | ------- | ------ | ------ | ------ |
| 2020     | L.A. Lakers | 21     | 0      | 23,0   | 43,0  | 31,3   | 78,4 | 3,10    | 0,80    | 0,30   | 0,30   | 10,0   |
| 2021     | L.A. Lakers | 6      | 0      | 21,5   | 29,2  | 17,4   | 66,7 | 3,80    | 1,20    | 0,30   | 0,20   | 6,30   |
| Carrière | Carrière    | 27     | 0      | 22,7   | 40,1  | 28,3   | 76,1 | 3,30    | 0,90    | 0,30   | 0,30   | 9,10   |

Dernière mise à jour le 30 septembre 2021

## Records sur une rencontre en NBA
Les records personnels de Kyle Kuzma en NBA sont les suivants, :
| Type de statistique        | Saison régulière | Saison régulière          | Saison régulière | Playoffs | Playoffs                    | Playoffs          |
| Type de statistique        | Record           | Adversaire                | Date             | Record   | Adversaire                  | Date              |
| -------------------------- | ---------------- | ------------------------- | ---------------- | -------- | --------------------------- | ----------------- |
| Points                     | 41               | Pistons de Détroit        | 9 janvier 2019   | 19       | @ Heat de Miami             | 4 octobre 2020    |
| Paniers marqués            | 16               | Pistons de Détroit        | 9 janvier 2019   | 7        | @ Rockets de Houston        | 8 septembre 2020  |
| Paniers tentés             | 31               | Hawks d'Atlanta           | 31 décembre 2023 | 14       | Trail Blazers de Portland   | 18 août 2020      |
| Paniers à 3 points réussis | 7                | 4 fois                    | 4 fois           | 5        | @ Trail Blazers de Portland | 24 août 2020      |
| Paniers à 3 points tentés  | 18               | Hawks d'Atlanta           | 31 décembre 2023 | 9        | @ Trail Blazers de Portland | 24 août 2020      |
| Lancers francs réussis     | 10               | @ Pistons de Detroit      | 27 novembre 2023 | 4        | Rockets de Houston          | 12 septembre 2020 |
| Lancers francs tentés      | 13               | Timberwolves du Minnesota | 25 décembre 2017 | 5        | @ Suns de Phoenix           | 1er juin 2021     |
| Rebonds offensifs          | 6                | @ Cavaliers de Cleveland  | 25 janvier 2021  | 4        | Rockets de Houston          | 6 septembre 2020  |
| Rebonds défensifs          | 20               | Magic d'Orlando           | 10 janvier 2022  | 7        | 2 fois                      | 2 fois            |
| Rebonds totaux             | 22               | Magic d'Orlando           | 10 janvier 2022  | 10       | Suns de Phoenix             | 27 mai 2021       |
| Passes décisives           | 10               | 2 fois                    | 2 fois           | 3        | 2 fois                      | 2 fois            |
| Interceptions              | 4                | @ Jazz de l'Utah          | 4 décembre 2019  | 1        | 8 fois                      | 8 fois            |
| Contres                    | 3                | 3 fois                    | 3 fois           | 1        | 8 fois                      | 8 fois            |
| Balles perdues             | 6                | 3 fois                    | 3 fois           | 4        | Nuggets de Denver           | 20 septembre 2020 |
| Minutes jouées             | 46               | Bucks de Milwaukee        | 30 mars 2018     | 30       | Trail Blazers de Portland   | 18 août 2020      |

- Double-double : 84 (dont 1 en playoffs)
- Triple-double : 2

Dernière mise à jour : 23 mars 2025

## Vie privée
Il est en couple avec la mannequin Winnie Harlow.